# Mehdi Huseynzadestadion
Het Mehdi Huseynzadestadion is een voetbalstadion in de Azerbeidzjaanse stad Sumqayıt. In het stadion speelt Sumqayıt PFK haar thuiswedstrijden.